# Bez-et-Esparon
Bez-et-Esparon là một xã trong tỉnh Gard thuộc vùng Occitanie, phía nam nước Pháp. Xã Bez-et-Esparon nằm ở khu vực có độ cao trung bình 314 mét trên mực nước biển.